# Шасањи
Шасањи (фр. Chassagny) насеље је и општина у источној Француској у региону Рона-Алпи, у департману Рона која припада префектури Лион.
По подацима из 2011. године у општини је живело 1256 становника, а густина насељености је износила 134,62 становника/km². Општина се простире на површини од 9,33 km². Налази се на средњој надморској висини од 300 метара (максималној 343 m, а минималној 171 m).

## Демографија
| 1806. | 1962. | 1968. | 1975. | 1982. | 1990. | 1999. | 2011. |
| ----- | ----- | ----- | ----- | ----- | ----- | ----- | ----- |
| 510   | 243   | 315   | 365   | 414   | 749   | 1.064 | 1.256 |

График промене броја становника у току последњих година